# Kimberly Wyattová
Kimberly Wyattová (* 4. února 1982, Warrensburg, Missouri, USA; rodné jméno Kimberly Kaye Wyatt) je americká zpěvačka, tanečnice a choreografka. Nejznámější je svým působením v dívčí skupině The Pussycat Dolls,  Tanci se věnuje již od svých sedmi let a od 14 si tak přivydělávala na studia. V sedmnácti dostudovala a odletěla do Las Vegas, kde chodila na konkursy. Tancovala na zaoceánských parnících i v kasínech, potom se přestěhovala do Los Angeles. Objevila se v klipu Nicka Lacheye, kde si jí všiml choreograf Robin Antin.

## Kariéra
Kimberly Wyattová je známá hlavně jako členka Pussycat Dolls, ale objevila se také ve filmu Buď v klidu a ve videoklipu od Pink.